# Huizhou
Huizhou (惠州; pinyin: Hùizhōu) és una ciutat a nivell de prefectura del centre de la província de Guangdong a la República Popular de la Xina. Huizhou limita a l'oest amb la capital de província Guangzhou, amb Shaoguan al nord, amb Heyuan al nord-est, amb Shanwei a l'est, amb Shenzhen i Dongguan al sud-oest, i al sud amb el mar de la Xina Meridional.
La seva població el 2020 era 6.042.852 habitants. A Huizhou es parlen principalment dues llengües: la llengua local, anomenada huizhouhua (惠州话/惠州話), i el hakka (客家话/客家話).

## Personatges il·lustres
- Dai Zhen (1724-1777) filòsof, filòleg, historiador i matemàtic xinès.